# Lesotho
Lesotho (uitspraak: [ləˈsoto]) is een land in Afrika dat geheel wordt omsloten door Zuid-Afrika. Op 4 oktober 1966 verwierf de toenmalige Britse kroonkolonie Basutoland onafhankelijkheid en kreeg het de naam Koninkrijk Lesotho (Zuid-Sotho: Muso oa Lesotho, Engels: Kingdom of Lesotho). Een gekozen regering werd in ere hersteld in 1993. De hoofdstad van Lesotho is Maseru. Het land is lid van het Gemenebest van Naties.

## Geschiedenis
De geschiedenis van Lesotho begint in de 19e eeuw, als Moshoeshoe I tussen 1821 en 1823 de Basotho verenigt als verdediging tegen de Lifaqane, een periode van chaos en onrust tussen de inheemse volken van Zuid-Afrika. De Basotho vestigden zich in de Drakensbergen, waar ze onder leiding van Moshoeshoe de Lifaqane overleefden. Hierna kwamen ze in conflict met de Europeanen in Zuid-Afrika, onder wie de Britten van de Britse Kaapkolonie en de Boeren van de Boerenrepubliek Oranje Vrijstaat. Na drie Basotho-oorlogen met de Vrijstaat accepteerde de Britse koningin Victoria in 1868 een verzoek van Moshoeshoe om zijn land onder Britse bescherming te stellen. Basutoland werd ingelijfd door de Kaapkolonie, maar na een succesvolle opstand van de Basotho tijdens de Gewerenoorlog in 1884 tot aparte Kroonkolonie uitgeroepen.
Op 4 oktober 1966 werd het Koninkrijk Lesotho onafhankelijk.

## Geografie

Lesotho

Lesotho is een binnenstaat. Het is de enige onafhankelijke staat ter wereld die volledig boven de 1000 m ligt. Het laagste punt ligt op 1400 m en 80 procent van het land ligt boven de 1800 m. Het klimaat is gematigd en het land heeft droge winters en warme, natte zomers. Het reliëf is meestal hoogland met plateaus en bergen met als hoogste punt de Thabana Ntlenyana op 3482 m hoogte.
Het Sehlabathebe National Park behoort sinds 2013 tot het Werelderfgoed. Op de Voorlopige Lijst (Engels: Tentative List; Frans: Liste Indicative) van het Werelderfgoed staat het Thaba-Bosiu National Monument, een geografisch plateau van ongeveer 15 km², met steile wanden. Het plateau bevindt zich in het district Maseru (gemeente Qiloane). Hier resideerde koning Moshoeshoe I tot aan zijn dood op 11 maart 1870.
Lesotho kent 909 km landgrenzen, volledig als enclave binnen Zuid-Afrika. Lesotho is een van de drie landen ter wereld die volledig omgeven zijn door één ander land (de andere twee zijn San Marino en Vaticaanstad, beide in Italië).

### Klimaat
Door de ligging van het land op het zuidelijk halfrond, zijn de seizoenen tegenovergesteld ten opzichte van die van de noordelijke helft van de aarde. Door de hoge ligging van het land is de temperatuur over het algemeen gematigd warm. In de winter, tussen juni en augustus, wordt het aardig koud en in de oostelijke delen van het land kan sneeuw vallen. Het land telt circa 300 zonnedagen per jaar. In de zomermaanden, tussen november en maart, is de temperatuur heet te noemen. Door de hoogteligging kunnen de temperaturen eenvoudig naar extremen doorschieten, tot -15 graden in de winter en 30 graden in de zomer. De gemiddelde temperatuur in de hoofdstad van Lesotho, Maseru, is 15 graden. In het hooggebergte is het hele jaar sneeuw mogelijk. Circa 85% van de neerslag valt in de zomermaanden.

## Bestuurlijke indeling
Lesotho is onderverdeeld in 10 districten (Zuid-Sotho: setereke). De hoofdsteden van de districten worden camptown genoemd.
De districten zijn verder onderverdeeld in 80 kieskringen (Engels: constituency) en 129 gemeenten (Engels: community council).

## Economie
De loti (LSL) is sinds 1980 de officiële munteenheid van Lesotho. De waarde ervan is vastgeklikt aan die van de Zuid-Afrikaanse rand (ZAR), die er ook aanvaard wordt.
Lesotho is een arm land. In 2014 stond het op de 161e plaats van 188 landen op de menselijke ontwikkelingsindex (HDI). De inkomensongelijkheid is bijzonder groot en de Gini-coëfficiënt is een van de hoogste ter wereld.
De economie blijft weinig gediversifieerd en afhankelijk van internationale hulp en transfers door migranten in andere landen. De invoer is veel groter dan de uitvoer. De overheidssector, de grootste werkgever van het land, is goed voor meer dan de helft van het BBP. De voedingslandbouw produceert wortels en knollen, maïs, sorghum, tarwe en groenten, maar wordt bedreigd door bodemerosie. De overwegend rurale bevolking houdt ook schapen en geiten, en vee. Waterkracht is de belangrijkste bron van rijkdom in Lesotho - bijgenaamd de "watertoren" - waarvan Zuid-Afrika gebruik maakt. In het kader van het Lesotho Highlands Water Project (LHWP) werd veel infrastructuur aangelegd, waaronder de Katse- en Mohale-dammen. Het herstel van de mijnbouwsector, met name de diamantwinning, die de belangrijkste exportsector is, is veelbelovend. Ook de textielindustrie ontwikkelt zich: Lesotho was in 2016 de grootste exporteur van Afrikaanse kleding naar de Verenigde Staten.

## Bevolking

### Religie
90% van de bevolking is christelijk (katholiek 45%, Afrikaans christelijk 26%, protestants 19%). De overige 10% van de bevolking zijn moslims, hindoes, boeddhisten en Baha'i-volgelingen.

### Armoede
Volgens het Ontwikkelingsprogramma van de Verenigde Naties leeft in Lesotho 68,0% van de bevolking onder de armoedegrens.

### Volksgezondheid
De kindersterfte in Lesotho bedraagt 8,3%. Per 100.000 inwoners zijn er vijf dokters.
Lesotho heeft zwaar te kampen met hiv en aids. In stedelijke gebieden heeft ongeveer 50% van de vrouwen onder veertig jaar hiv. Het percentage besmette personen is een van de hoogste ter wereld; dit bedraagt ongeveer 25,0%.

## Staatsinrichting
Lesotho is een constitutionele monarchie en een parlementaire democratie. In de jaren tachtig van de 20e eeuw werd het land geregeerd door een militaire junta, die pro-Zuid-Afrikaans was. De macht van de koning die staatshoofd is, is redelijk uitgebreid, maar de werkelijke uitvoerende macht ligt bij de ministerraad en de traditionele Chiefs. De wetgevende macht berust bij het tweekamerparlement.
- staatshoofd: koning Letsie III, sinds 1996
- regeringsleider: premier Sam Matekane, sinds 2022
- parlement: Tweekamerparlement, bestaande uit de Nationale Vergadering (120 leden) en de Senaat (33 leden [van wie 22 stamhoofden en 11 benoemde leden]), termijn: 5 jaar
- bestuurlijke indeling: het land is verdeeld in districten, bestuurd door stamhoofden (Chiefs)

### Politieke partijen
Er zijn drie belangrijke partijen: de gematigd-conservatieve Basotho National Party (steunend op de stamhoofden en de goeddeels rooms-katholieke plattelandsbevolking), de radicalere panafrikaanse Basotho Congress Party (sociaaldemocratisch) en het Lesotho Congress for Democracy.

## Cultuur

### Wetenschap en onderwijs
De National University of Lesotho is gevestigd in Roma, op ongeveer 30 kilometer ten zuidoosten van de hoofdstad Maseru.

### Media
Kranten:
- Lesotho Times
- Public Eye
- Sunday Express

Magazines:
- Finite Magazine

Persagentschappen:
- Lesotho News Agency